# Acropora nasuta
Acropora nasuta là một loài san hô thuộc chi Acropora trong họ San hô lỗ đỉnh. Loài này được Dana mô tả khoa học năm 1846.

## Phân bố
A. nasuta có phân bố gần như rộng khắp vùng Ấn Độ Dương - Thái Bình Dương, gồm cả Biển Đỏ. Loài này cũng được ghi nhận ở vùng biển Việt Nam.
Loài san hô này sinh sống ở độ sâu khoảng 3–15 m, thường phát triển phía trên các sườn dốc rạn san hô.

## Có nguy cơ bị đe dọa

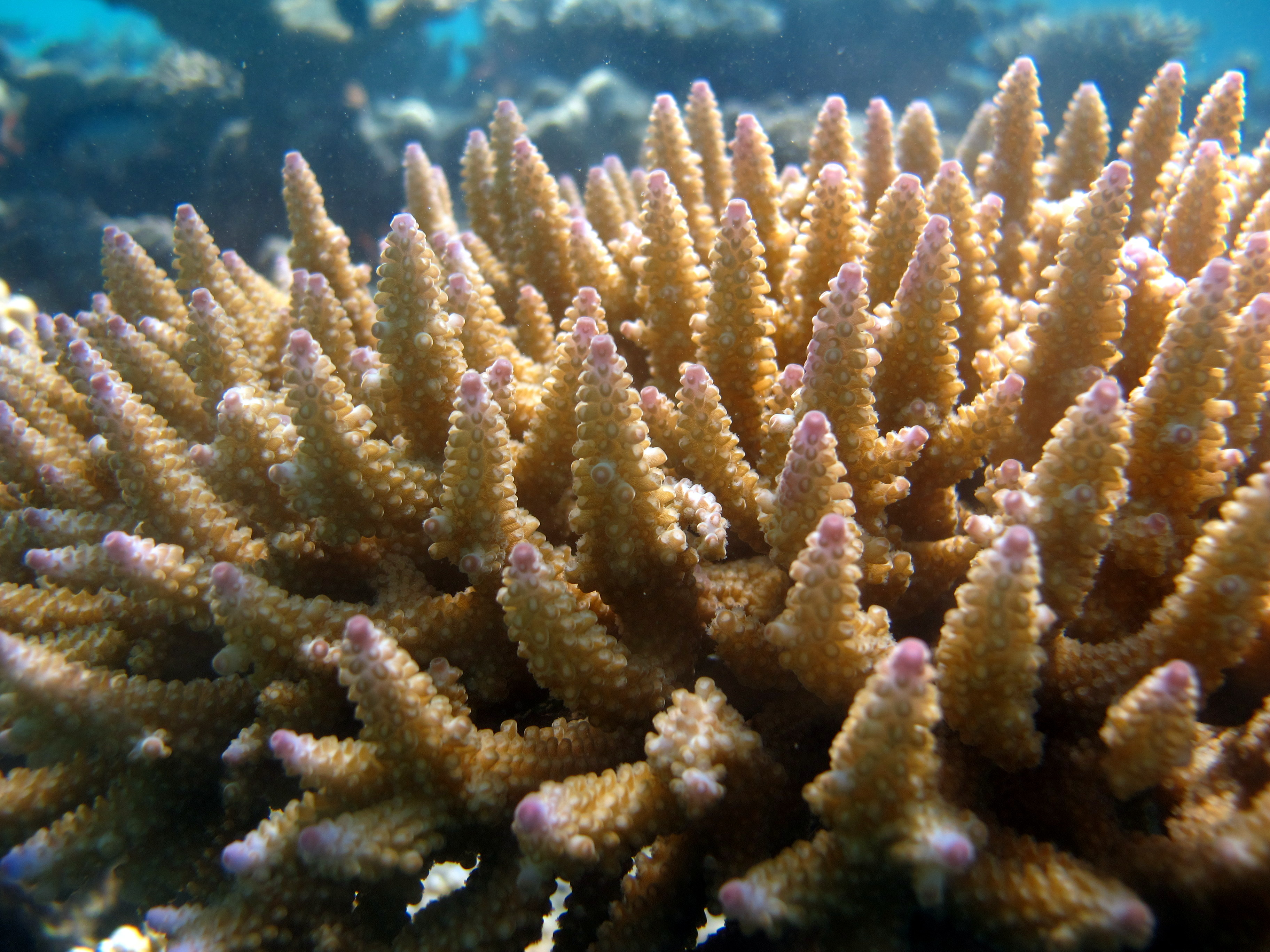
Cận cảnh A. nasuta

Sự suy giảm của môi trường sống rạn san hô là mối đe dọa nghiêm trọng được biết đến đối với các loài Acropora. Nhìn chung, mối đe dọa lớn đối với san hô là vấn nạn biến đổi khí hậu toàn cầu, dao động phương Nam và acid hóa đại dương dẫn đến các sự kiện tẩy trắng san hô.
Các mối đe dọa cục bộ đối với san hô là do con người, như việc đánh cá bằng hóa chất, ô nhiễm từ các hoạt động công nghiệp, giải trí và du lịch.
Acanthaster planci, loài sao biển chuyên ăn san hô Acropora, được tìm thấy trên khắp Thái Bình Dương, Ấn Độ Dương và Biển Đỏ. Quần thể A. planci đã tăng lên rất nhiều kể từ những năm 1970 và đã quét sạch một vùng rộng lớn rạn san hô.
Các thành viên của chi này có sức đề kháng và khả năng chịu bệnh kém, cũng như phục hồi chậm. Do đó, A. nasuta được xếp vào nhóm Loài sắp bị đe dọa.

## Sinh thái
A. nasuta là vật chủ cho nhiều loài sống cộng sinh với chúng. Chlorodesmis fastigiata, một loại tảo lục có khả năng cảm nhiễm qua lại gây ức chế sự phát triển của san hô. Trong vòng vài phút sau khi A. nasuta tiếp xúc với tảo độc, hoặc chỉ tiếp xúc qua chiết xuất hóa học của tảo, chúng sẽ tỏa ra mùi thu hút Paragobiodon echinocephalus và Gobiodon histrio, những loài cá bống cộng sinh với A. nasuta, đến để dọn tảo. G. histrio ăn luôn cả tảo, góp phần làm tăng lượng độc tố trong dịch nhầy của nó, trong khi P. echinocephalus chỉ loại bỏ C. fastigiata mà không ăn.
Tảo zooxanthellae cũng sống cộng sinh với san hô A. nasuta. Trong quá trình san hô bị tẩy trắng, zooxanthellae vẫn còn tồn tại trong mô san hô mất sắc tố, và chúng phình lên và tạo không bào, cho thấy zooxanthellae đã hoại tử.